# L'Adoration des bergers (Le Greco)
 (août 2022).
Si vous disposez d'ouvrages ou d'articles de référence ou si vous connaissez des sites web de qualité traitant du thème abordé ici, merci de compléter l'article en donnant les références utiles à sa vérifiabilité et en les liant à la section « Notes et références ».
Pour les articles homonymes, voir L'Adoration des bergers.
L'Adoration des bergers (en espagnol, Adoración de los Pastores) est un tableau de grand format vertical, de 320 × 180 cm, réalisé par El Greco entre 1612 et 1614, probablement la dernière année de sa vie, selon la technique de la peinture à l'huile sur toile ; il est conservé au musée du Prado, dans la capitale espagnole ; la signature du Greco, en grec, est apposée dans sa partie inférieure gauche.
Il était destiné à orner la sépulture du peintre dans l'église Santo Domingo el Antiguo à Tolède.
Le Greco démontre ainsi son intérêt pour ce sujet de l'iconographie chrétienne, il est très souvent représenté dans les épisodes traitant de la vie de Jésus-Christ et en a réalisé plusieurs versions, entre autres pour le retable du collège Doña María de Aragón à Madrid et des Adoración de los Pastores sont conservées notamment au musée du Patriarche à Valence et au musée national d'art de Bucarest.

## Iconographie
Le Greco se conforme à la nouvelle iconographie de la Nativité, contemporaine de la réforme consécutive au Concile de Trente où sont désormais représentés ensemble deux récits bibliques de Luc, l'apparition des anges aux bergers et leurs louanges en chantant le Gloria in excelsis Deo puis la venue des bergers à Bethléem afin d'honorer l'Enfant.

## Composition
Le regard du spectateur est attiré vers l'Enfant Jésus, nu sur un drap blanc éclatant, la préfiguration du linceul, situé par le Greco au centre de la composition. Autour de lui, décrivant un cercle, ou une spirale, qui donne l'impression de monter vers les cieux, se tiennent la Vierge, qui le présente en soulevant le linge, saint Joseph et les trois bergers, les pieds nus. Ces derniers ont apporté en offrande un agneau, disposé au premier plan, les pattes attachées, présageant sa destinée.
Le seul décor architectural de cette scène nocturne est situé derrière la Vierge. De l'Enfant Jésus émane une lumière divine qui irradie les cinq autres personnages, aux corps démesurément élancés, aux muscles saillants, reconnaissables caractéristiques maniéristes du Gréco. Enveloppés dans des drapés, leur monumentalité, le jeu subtil entre les coloris sombres et les teintes lumineuses, l'expression intense de leur visage, la gestuelle de leurs mains renforcent ce sentiment de recueillement et d'extase.
Une gloire céleste occupe naturellement la partie supérieure et les anges déploient un phylactère avec l'inscription exaltant la naissance divine Gloria in excelsis Deo et terra pax hominibus bonæ voluntatis.

## Versions
- le musée national d'art de Bucarest possède un panneau, partie du polyptyque du Retablo de doña María de Aragón (es),

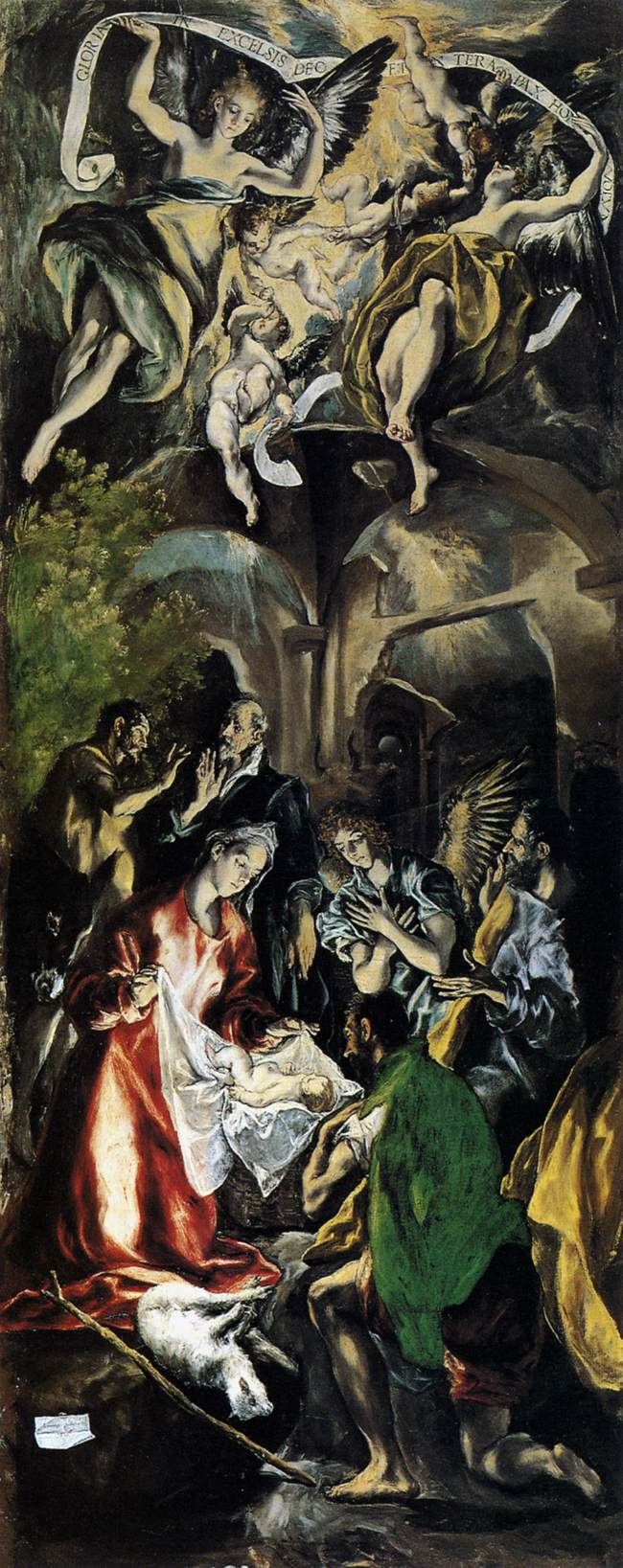
Adoration des bergers du Greco, musée national d'art, Bucarest
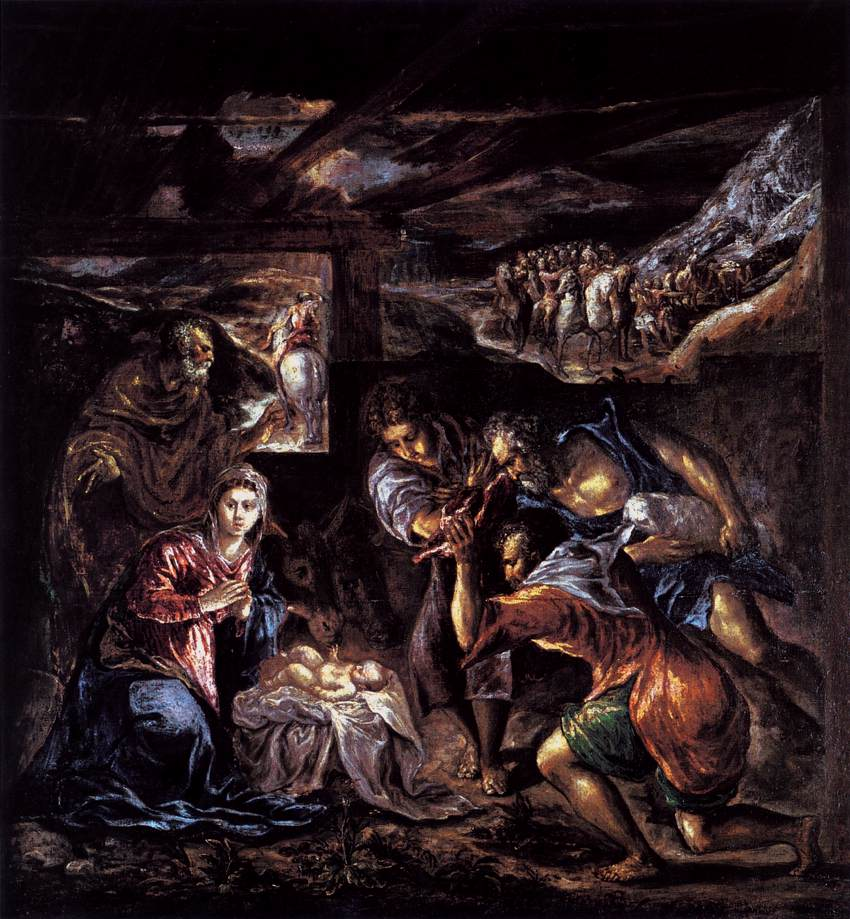
Adoration des bergers du Greco, collection privée